# Alcon
A Alcon é uma empresa médica suíça americana especializada em produtos oftalmológicos com sede em Genebra, Suíça, e incorporada em Friburgo, Suíça. A Alcon começou como uma empresa americana e a sede de sua subsidiária americana permanece em Fort Worth, Texas, onde a divisão Alcon da empresa foi fundada.

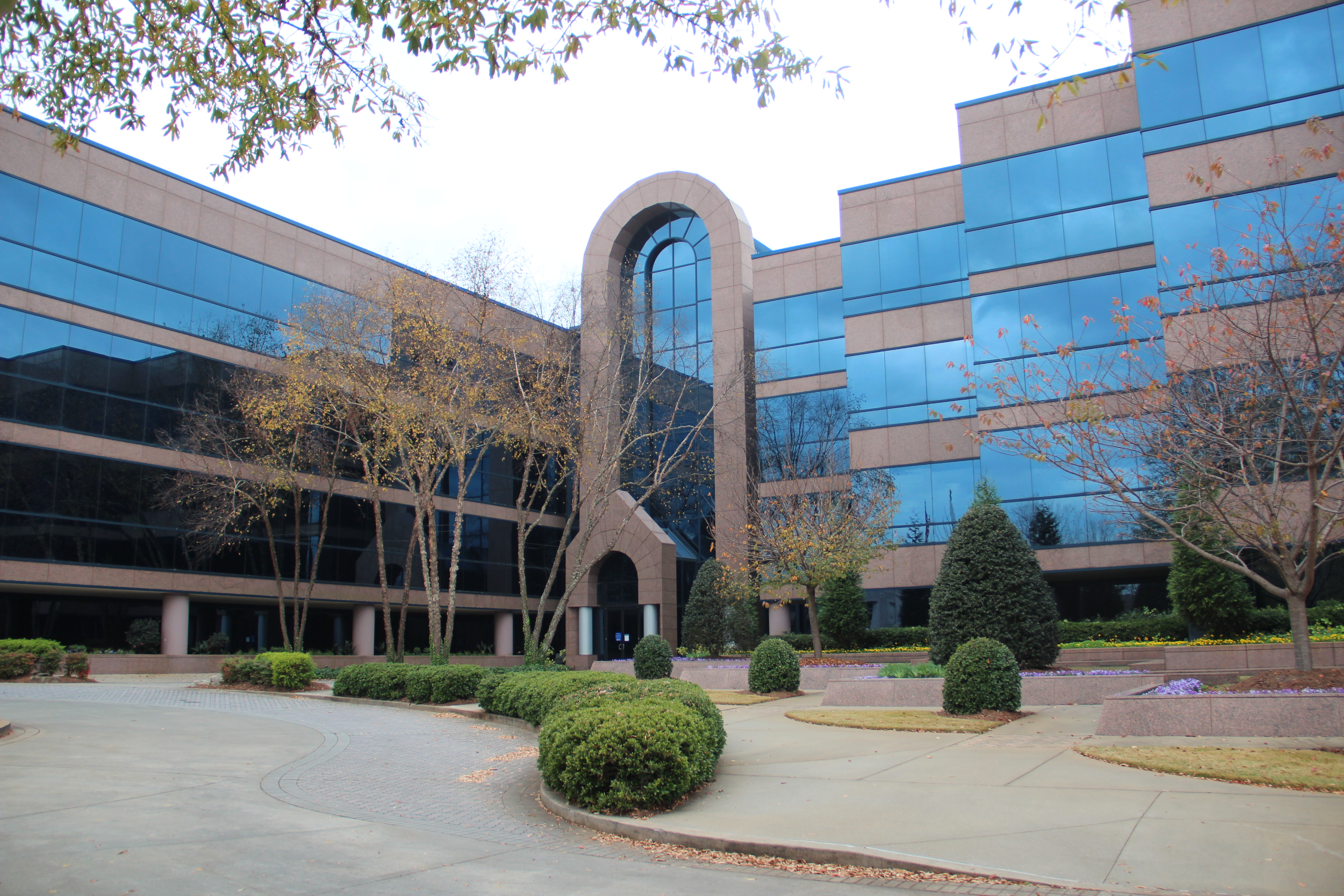
Escritórios da Alcon em Johns Creek, Geórgia.

A Alcon era uma subsidiária da Novartis até 9 de abril de 2019, quando a empresa concluiu um acionista aprovado 100% da divisão dos negócios de dispositivos de cuidados com os olhos da Alcon da Novartis.

## História
A divisão americana da Alcon foi fundada como uma empresa independente em 1945 em Fort Worth, Texas, EUA. Como a atual empresa suíça, que cresceu a partir de várias fusões, manteve o nome Alcon, é importante diferenciar a antiga empresa americana (agora uma subsidiária) da empresa muito maior que leva o mesmo nome Alcon. A Alcon não existe como empresa sediada nos EUA desde 1977.
A empresa americana original Alcon começou como uma pequena farmácia em Fort Worth e recebeu o nome de seus fundadores, os farmacêuticos Robert Alexander e William Conner. Conner e Alexander se concentraram em produtos oftálmicos estéreis.
A Nestlé da Suíça comprou a Alcon em 1977. A Alcon expandiu sua capacidade de fabricação com novas fábricas na América do Sul e Europa e aumentou drasticamente seu investimento em pesquisa.
Em 1979, a Alcon adquiriu a Texas Pharmacal Company, que se tornou a Dermatological Products of Texas (e agora é a DPT Laboratories).
Em 1984, a Alcon fundou o Prêmio de Excelência Técnica para promover conquistas em excelência em pesquisa e desenvolvimento (P&D) e o concedeu a mais de cem ganhadores. A linha de produtos da Alcon se expandiu de produtos farmacêuticos para a área cirúrgica. Hoje, a Alcon tem operações em 75 países e seus produtos são vendidos em mais de 180 países.
A Nestlé realizou uma oferta pública inicial de 25% de sua participação na Alcon em 2002. A ação é negociada sob o código ALC. Em julho de 2008, a Novartis comprou aproximadamente 25% da participação da Nestlé na Alcon, com opção de compra das ações remanescentes da Nestlé a partir de 2010. A Novartis comprou 52% da Nestlé por US$ 28,1 bilhões. Este acordo trouxe a propriedade total da Alcon pela Novartis para 77%. No começo de janeiro de 2010, a Novartis anunciou formalmente que concluirá as opções de exercício para finalizar a compra do restante da Alcon e, em seguida, continuará imediatamente a exercer a fusão e aquisição da Alcon.
Em 29 de março de 2010, a Alcon adquiriu Durezol e Zyclorin da Sirion Therapeutics. A Alcon recebeu aprovação regulatória para adquirir os direitos da emulsão Durezol nos EUA e os direitos globais, excluindo a América Latina, para Zyclorin da Sirion Therapeutics.
Em 28 de junho de 2010, o Comitê de Diretores Independentes da Alcon anunciou que uma recomendação do comitê era um primeiro passo indispensável antes que o conselho da empresa pudesse decidir sobre a proposta de fusão da Novartis AG, refutou as implicações públicas da Novartis de que seria capaz de impor a incorporação independentemente da posição do Comitê de Diretores Independentes uma vez que a Novartis se tornou acionista majoritária da Alcon. Em 8 de julho de 2010, o comitê independente de diretores (IDC) da Alcon estabeleceu um fundo de litígios de US$ 50 milhões para garantir que os acionistas minoritários da empresa obtenham o melhor negócio da licitante Novartis AG.
Em 9 de abril de 2019, a Alcon concluiu uma cisão de 100% da Novartis. A nova empresa autônoma vale até 28 bilhões de francos suíços.

Em novembro de 2021, a Alcon anunciou que adquiriria a Ivantis e sua tecnologia de stent para cirurgia de glaucoma por pelo menos US$ 475 milhões.